# Ajellomycetaceae
Ajellomycetaceae é uma família de fungos da ordem Onygenales.
Cinco gêneros são reconhecidos:
- Ajellomyces McDonough & A.L. Lewis (1968)
- Blastomyces Constantin & Rolland (1888)
- Emmonsia Cif. & Montemart. (1959)
- Paracoccidioides F.P. Almeida (1930)
- Polytolypa J.A. Scott & Malloch (1993)